# 龙甫乡
龙甫乡，是中华人民共和国新疆维吾尔自治区喀什地区英吉沙县下辖的一个乡镇级行政单位。

## 行政区划
龙甫乡下辖以下地区：
托格依村、龙甫村、托格拉巴格村、铁提尔巴格村、莫尕艾力克村、艾尔克艾拉村、阿图什巴格村和夏合巴格村。